# Jagnob
Jagnob – rzeka w Tadżykistanie, w dystrykcie Ajni w wilajecie sogdyjskim. Dopływ Fondarjo. Jej długość wynosi 116 km, powierzchnia zlewni około 1660 km². Średni przepływ 8 km od ujścia wynosi 32,2 m³. Nazwa pochodzi prawdopodobnie z tadżyckiej adaptacji jagnobijskiego wyrażenia ix-i nou i oznacza „rzekę lodową”.
Źródła rzeki znajdują się na południowych zboczach łańcucha Gór Zerafszańskich. Zasilana jest głównie z lodowców. Płynie w ze wschodu na zachód, Doliną Jagnob. Po 116 km spotyka się z rzeką Iskandardarjo, tworząc Fondarjo, dopływ Zarafszanu.
Dolina rzeki zamieszkana jest przez Jagnobczyków, starożytny lud irański, uważany za potomków Sogdyjczyków, którzy schronili się w dolinie w VIII wieku podczas podbojów arabskich. W 2007 roku włoska wyprawa naukowa pod dowództwem prof. Antonio Panaino z Uniwersytetu Bolońskiego odkryła w wąwozie Tang-i Dahona petroglify.
W dolnym biegu rzeki biegnie wzdłuż niej droga łącząca Duszanbe z Chodżentem, a także - na dłuższym odcinku - droga M34, łącząca Tadżykistan z Uzbekistanem.